# Пулдейк
Пулдейк (нід. Poeldijk) — село в нідерландській провінції Південна Голландія. Входить до муніципалітету Вестланд.
Його площа становить 1,52 км².

## Галерея

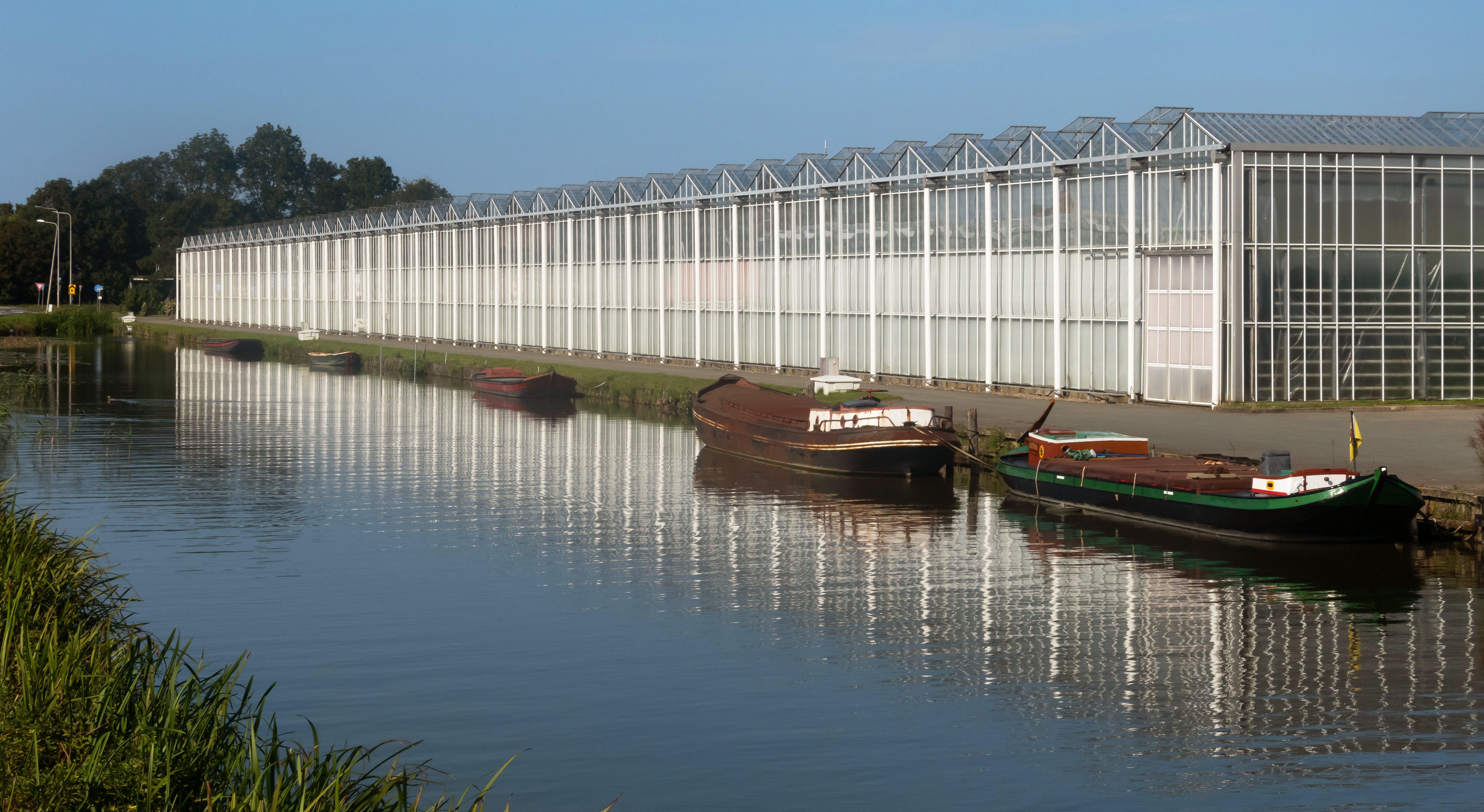
Теплиці у селі